# مايكل لادو
مايكل لادو (Mayckel Lahdo) (مواليد 30 ديسمبر 2002) هو لاعب كرة قدم سويدي محترف يلعب كجناح لنادي إي زد ألكمار.